# SV Halstenbek-Rellingen
Die Spielvereinigung Halstenbek-Rellingen ist ein Sportverein aus den schleswig-holsteinischen Vororten von Hamburg, Halstenbek und Rellingen. Er wurde 1910 gegründet und setzt sich aus den Sparten Fußball und Tennis zusammen. Derzeit hat er ca. 1200 Mitglieder.

## Fußballabteilung
Unter Manfred Kirsch als Trainer wurde die erste Herrenmannschaft 1989 Meister der Bezirksliga. Kirsch wechselte 1990 ins Amt des Ligaobmanns, das er bis 1993 innehatte. 1992 stieg die SV Halstenbek-Rellingen in die Verbandsliga Hamburg auf, Trainer war Roland Lange.
Die Mannschaft spielte von 1994 bis 1999 in der Oberliga Hamburg/Schleswig-Holstein. Betreut wurde sie in der Oberliga von Trainer Klaus Fock, der das Amt zwischen 1993 und 1999 ausübte. Sein Nachfolger wurde 1999 Michael Dahms. Im Oktober 2002 entließ der Verein Dahms und setzte Oliver Berndt als neuen Trainer ein. Im Jahre 2005 erreichte die SV HR das Hamburger Pokalfinale. Dort scheiterte man mit 1:2 an dem damaligen Regionalligisten FC St. Pauli. 2008 wurde Selcuk Turan das Traineramt übergeben, Berndt blieb als Sportlicher Leiter im Verein. Schon im November 2008 endete Turans Amtszeit wieder, da laut Verein keine vertrauensvolle Zusammenarbeit mit Manager Hans Jürgen Stammer mehr möglich war. Zunächst übernahm Assistenztrainer Ingo Desombre die Aufgabe als Übergangscheftrainer. Im Frühjahr 2009 kam Thomas Bliemeister als Trainer, im Mai 2010 dann auch Detlef Kebbe als Manager zu Halstenbek-Rellingen. Der vorherige Manager Stammer, der diese Tätigkeit sechs Jahre ausübte, wurde 2010 zum Vereinsvorsitzenden gewählt.
Bei der erneuten Endspielteilnahme im Hamburger Pokalwettbewerb im Jahre 2010 unterlag man knapp dem Serienmeister der Hamburger Oberliga SC Victoria. Im selben Jahr stieg der Verein als 16. der Oberliga Hamburg in die sechstklassige Landesliga ab. Als Staffelzweiter hinter dem VfL Pinneberg gelang der sofortige Wiederaufstieg.
Zur Saison 2014/15 ging der Verein eine Kooperationsvereinbarung mit Eintracht Norderstedt ein, die die Abgabe junger Norderstedter Perspektivspieler zu Halstenbek-Rellingen beinhaltete, die von Norderstedt in jeder Transferperiode zurückgeholt werden durften. Im März 2016 verkündete Manager Kebbe seinen Rücktritt.
In der Saison 2016/17 stieg der SV Halstenbek-Rellingen aus der Oberliga Hamburg in die Landesliga Hamburg ab. Um den Abstieg zu verhindern, versuchte es der Verein im März 2017 mit einem Trainerwechsel und entließ Bliemeister, dessen Amtszeit rund acht Jahren betragen hatte. Heiko Barthel, der bereits als neuer Trainer ab Saisonbeginn 2017/18 festgestanden hatte, übernahm das Amt Mitte März 2017 mit augenblicklicher Wirkung, konnte den Oberliga-Abstieg jedoch nicht mehr abwenden. Im Mai 2017 stand die SV HR wieder im Endspiel des Hamburger Pokalwettbewerbs und unterlag in diesem Eintracht Norderstedt.
Am letzten Spieltag der Saison 2022/23 der Landesliga Hammonia überholte die SV HR den HSV Barmbek-Uhlenhorst und wurde Zweiter, was die Teilnahme an der Aufstiegsrelegation bedeutete. In dieser schlug man den Düneberger SV nach einem Hin- und Rückspiel insgesamt mit 5:4. Somit stieg Halstenbek-Rellingen unter Trainer Barthel in die Oberliga Hamburg auf.
Überregional bekannte Sportler aus diesem Verein sind Kay Rückert (1991 Probetraining beim Zweitligisten FC St. Pauli, damals auch bei Bayer Uerdingen im Gespräch, 1994/95 Vertragsspieler bei den Werder Bremen Amateuren), Michael Dahms (vorher FC St. Pauli), Craig Hyde (ehemals San Diego Nomads, USA, später Leiter einer Fußballschule in Kalifornien), Michael Fischer (ehemals FC St. Pauli), Claus Reitmaier (vorher VfL Wolfsburg, 1. FC Kaiserslautern, Karlsruher SC) und Jan-Marc Schneider (später beim FC St. Pauli).
Die Heimspiele finden auf der klubeigenen Anlage im Lütten Hall statt. Dort befinden sich auch die Tennisplätze.
Insgesamt verfügt die Anlage am Lütten Hall über drei Fußball- und 13 Tennisplätze. Die Spielfläche der Liga-Mannschaft ist nach dem ehemaligen Präsidenten Jacob Thode benannt.

## Tennisabteilung
Die Herrenmannschaft spielt in der 2. Bundesliga Nord.
Unter der Leitung von Jörg Seck wurde ab 1982 die Jugendarbeit im Verein aufgebaut. Auch Trainer Jens Güllich gehörte zu den Verantwortlichen für den Aufschwung im Nachwuchsbereich. 1992 übernahm Karsten Schröder die Aufgabe von Seck. Mit Wolfgang Winkler und Mark Gienke gehörten 1991 zwei SVHR-Spieler zur Hamburger Auswahl, die die deutsche Mannschaftsmeisterschaften der Landesverbände gewann. Mitte der 1990er Jahre war die Jugendarbeit der SVHR im Großraum Hamburg führend. 1994 gewann der Verein drei der vier Hamburger Jugendmeistertitel. Im selben Jahr wurde der Finne Olli Rahnasto als Trainer in den Verein geholt. 1995 erlangte die Herrenmannschaft den zweiten Platz bei der Norddeutschen Meisterschaft (Freiluft) und gewann im März 1996 in der Besetzung Mark Gienke, Arne und Lars Kreitz, Olli Rahnasto, Wolfgang Winkler dann die Norddeutsche Hallenmeisterschaft. Im selben Monat wurde SVHR-Spieler Arne Kreitz deutscher Jugendmeister. 1997 spielte die Herrenmannschaft um den Aufstieg in die Bundesliga mit.